# Adriano Baldini
Adriano Baldini (Faenza, 25 maggio 1810 – Faenza, 24 marzo 1881) è stato un pittore, decoratore e ceramista italiano.

## Biografia
Adriano Baldini è nato a Faenza nel 1810. Qui ha studiato presso la Scuola di Disegno e ha completato gli studi di pittura a Roma. Tornato a Faenza, ha intrapreso l'attività pittorica come decoratore di case e palazzi.
Nella sua attività si è ispirato a  Tommaso Minardi e ai modelli della tradizione decorativa faentina degli inizi dell'Ottocento, con dipinti figurativi inseriti in ornato a monocromo con partizioni, finti lacunari e rosoni.
Nel 1852 ha eseguito la volta del Teatro comunale di Faenza, dove ha lavorato anche nel 1869 per la volta della sala, le pareti del loggione e il soffitto del proscenio, con l'aiuto dell'ornatista Savino Lega.
Ha lavorato, ancora con l'aiuto di Savino Lega, per la fabbrica di ceramica Ferniani, per la quale ha dipinto un piatto ovale con Nozze di Alessandro e Rossane e un vaso con Trionfo di Bacco. Ha utilizzato per i suoi dipinti su ceramica la tecnica delle pennellate in maiolica su terracotta, la tecnica delle monocromie su ingobbio e la pittura a impasto su maiolica.

## Mostre
Ha partecipato con proprie opere alle seguenti mostre:
- 1862: Esposizione Internazionale di Londra
- 1871: Esposizione romagnola a Forlì
- 1873: Esposizione Universale di Vienna
- 1875: Esposizione agrario industriale artistica a Faenza
- 1878: Esposizione Universale di Parigi
- 1906: Esposizione Internazionale del Sempione di Milano

Dopo la sua morte, alcune delle sue opere sono state esposte nelle mostre:
- 1951: Mostra d’arte dell’Ottocento faentino a Faenza
- 1955: Mostra degli Artisti romagnoli dell’Ottocento a Faenza
- 1979: Le ceramiche nelle raccolte Piancastelli a Forlì

## Opere
- Nella Pinacoteca comunale di Faenza:
  - Ritratto della signora Maria Bonini Gardi (dipinto ad olio)
  - Ritratto di Luca Gardi (dipinto ad olio)
- Nel Museo internazionale delle ceramiche:
  - Apollo sul carro del Sole (piatto ovale in terracotta invetriata dipinto in maiolica)
  - Due figure mitiche (piatto ovale in terracotta invetriata dipinto in maiolica)
  - Medaglione con ritratto (terracotta ingobbiata)
- Nella Pinacoteca civica di Forlì:
  - Madonna del Divino Amore (copia del dipinto di Raffaello, terracotta ingobbiata)